# Catedral de Changhung
La Catedral de Changchung (hangul: 장충성당) és la Catedral catòlica del bisbe de Pionyang, Corea del Nord, situada a Changchung al barri de Songyo-guyok. És una de les quatre esglésies cristianes de Pionyang.
Abans de la Divisió de Corea, Pionyang va ser la ciutat amb el major nombre de creients cristians a Corea, i va ser coneguda com la "Jerusalem de Corea". En 1945, gairebé 1/6 dels seus ciutadans eren cristians. Per tant, Pionyang es va convertir en l'única diòcesi en el nord de Corea.

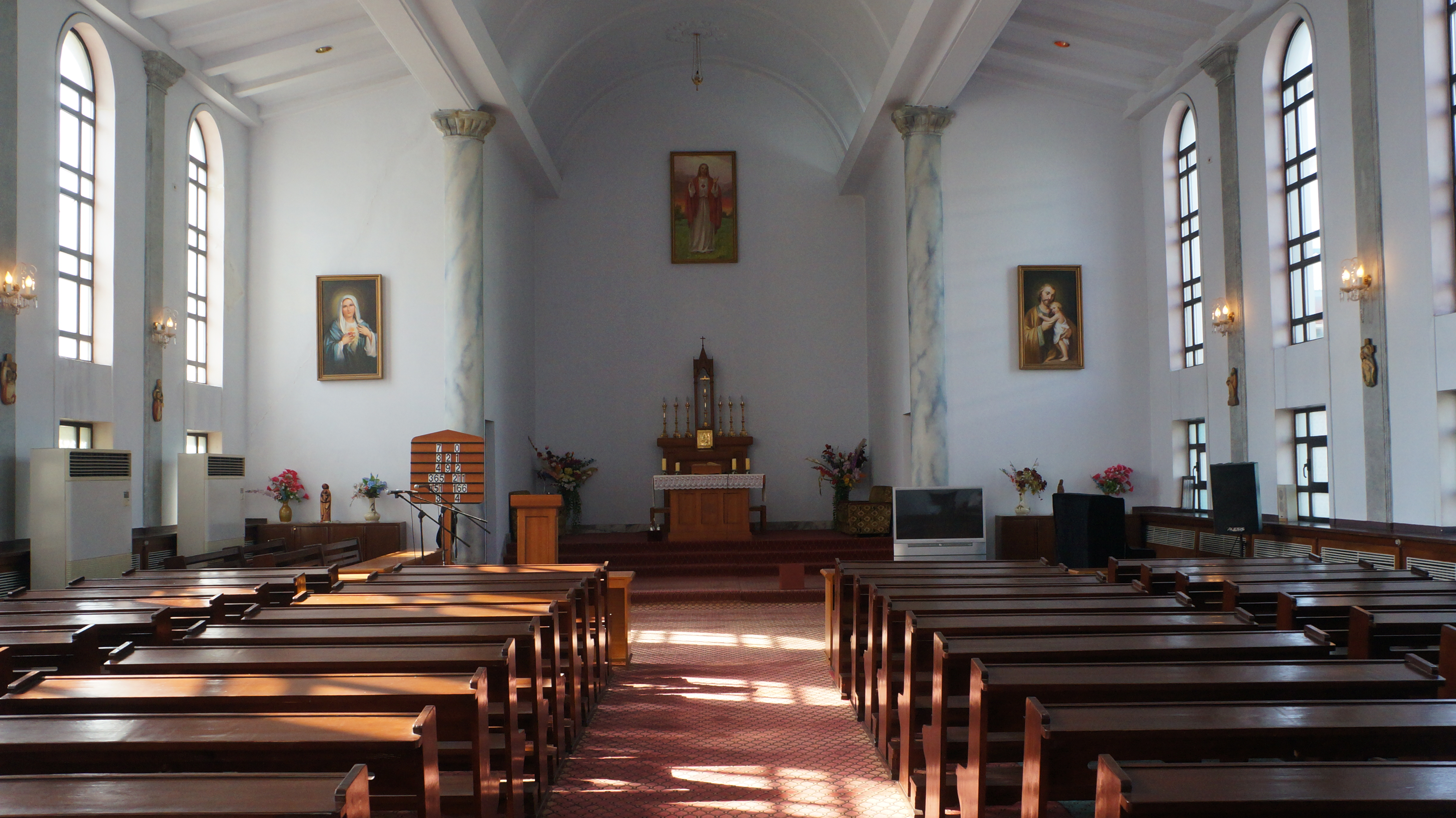
Interior de la catedral.

Després de la Divisió de Corea, no obstant això, sota el govern comunista Kim Il-sung va perseguir als cristians com a col·laboradors i espies imperialistes, fins i tot el famós cristià nacionalista Cho Man-sik, al principi més influent que Kim, va ser detingut i afusellat. Gran part de la comunitat catòlica va ser morta o empresonada, i molts més van fugir cap al sud.
La catedral original, construïda de maó vermell al segle xix, va ser destruïda en la Guerra de Corea per les forces nord-americanes. Anteriorment, en 1949, l'últim bisbe oficial de Pionyang, Francis Hong Yong-ho, havia estat empresonat pel govern comunista i més tard va desaparèixer.
En 1988 una nova catedral va ser inaugurada en l'est de Pionyang. Al mateix temps, dues esglésies protestants es van obrir en un esforç del govern per mostrar la llibertat religiosa. No obstant això, la catedral no té actualment cap bisbe o sacerdot encara ordenat, ja que Pionyang no té bones relacions amb la Santa Seu.